# Ctenium somalense
Ctenium somalense är en gräsart som först beskrevs av Emilio Chiovenda, och fick sitt nu gällande namn av Emilio Chiovenda. Ctenium somalense ingår i släktet Ctenium, och familjen gräs. Inga underarter finns listade i Catalogue of Life.